# Ben Wright
Benjamin Huntington "Ben" Wright' (5. května 1915 – 2. července 1989) byl anglický filmový, televizní a rozhlasový herec.

## Životopis
Narodil se v Londýně anglické matce a americkému otci. V 16 letech byl přijat na londýnskou Královskou akademii dramatického umění. Po jejím absolvování hrál v několika inscenacích v londýnském West End theatre.
Po vypuknutí 2. světové války vstoupil do armády, kde sloužil v pěchotním střeleckém pluku King's Royal Rifle Corps.
V roce 1946 přijel do USA, aby se zúčastnil svatby své sestřenice, a usadil se v Hollywoodu.
Zemřel 2. července 1989 po operaci srdce v nemocnici Providence Saint Joseph v kalifornském Burbanku.

## Filmografie
- 1936 : Well Done, Henry
  - The Avenging Hand – liftboy
- 1943 Sahara
- 1947 The Exile – Milbanke
- 1948 Kiss the Blood Off My Hands – Cockney Tout
- 1949 The Fighting O'Flynn (1949) – poručík
  -  Sword in the Desert – radista
- 1952 Botany Bay (1952) – palubní důstojník Green
- 1953 The Desert Rats – Mick
  - Man in the Attic – detektiv
- 1954 Hell and High Water – hlasatel BBC
  - Prince Valiant – majordomus
- 1955 Prince of Players – Horatio v Hamletovi
  - The Racers (1955) – Dr. Seger
  - A Man Called Peter (1955) – pan Findlay
  - Jump Into Hell (1955) – kapitán Pluen
  - Moonfleet – důstojník
  - Desert Sands – velící kapitán
- 1956 23 Paces to Baker Street – hotelový portýr Simmons
  - D-Day the Sixth of June – generál Millensbeck
  - Johnny Concho – Benson
  - The Power and the Prize – pan Chutwell
- 1957 Pharaoh's Curse – Walter Andrews
  - Until They Sail – obhájce
  - Kiss Them for Me – pilot RAF Peters
  - Witness for the Prosecution – právník, který čte obvinění
- 1958 Villa!! – Francisco Madero
- 1959 These Thousand Hills (1959) – Frenchy
  - The Wreck of the Mary Deare (1959) – Mike
  - Journey to the Center of the Earth – Paisley
- 1960 The Lost World (1960) – reportér BBC Ted Bottomley
- 1961 101 dalmatinů – Roger Radcliff (hlas)
  - Operation Bottleneck – Angličan Manders
  - Judgment at Nuremberg – Haywoodův komorník Halbestadt
- 1962 Mutiny on the Bounty – Graves
- 1963 Cleopatra – hlas vypravěče
  - A Gathering of Eagles – pozorovatel S.A.C. Leighton
  - The Prize – britský reportér
- 1964 My Fair Lady – číšník na bále
- 1965 Za zvuků hudby – Herr Zeller
  - My Blood Runs Cold – Lansbury
- 1966 Munster Go Home – Hennesy
  - The Fortune Cookie – specialista č. 4
  - The Sand Pebbles – Angličan
- 1967 Kniha džunglí – hlas vlka Rámy
- 1969 Topaz – francouzský důstojník
- 1971 Raid on Rommel – admirál
- 1972 Chandar, the Black Leopard of Ceylon – vypravěč
- 1973 Terror in the Wax Museum – první konstábl
  - Arnold – Jonesy
- 1989 Malá mořská víla – Grimsby (hlas) – poslední filmová role

## Televize
- 1938 The Ascent of F6
  - The White Chateau
- 1956 Crusader TV seriál
  - Massacre at Sand Creek – žalobce stanného soudu
- 1965 a 1968 The Wild Wild West TV seriál
- 1969 Marcus Welby, M.D. – Ron Stokes
  - Wake Me When the War Is Over
- 1972 Probe – Kurt von Niestat
  - All My Darling Daughters– Carter
- 1973 The Voyage of the Yes – Philip Blemsley
  - The Stranger
  - My Darling Daughters' Anniversary– Carter
- 1975 Ladies of the Corridor – dveřník
- 1977 The Rhinemann Exchange – dr. Azevedo
  - Harold Robbins' 79 Park Avenue – dr. Lovash
- 1978 Little Women – doktor
- 1980 Turnover Smith – Franz